# Gesellschaft der Feuerschützen (Basel)
E. E. Gesellschaft der Feuerschützen in Basel wurde 1466 von den Zünften gemeinsam gegründet.
Sie unterhält bis heute das historische Schützenhaus bei der Schützenmatte, schiesst aber mittlerweile auf der Anlage Lachmatt in Pratteln. Im Jahr 2010 hatte die Gesellschaft rund 340 Mitglieder. Als einzige Korporation nimmt sie auch Personen ohne Basler Bürgerrecht auf.
Von der Gründung bis 1887 bezahlte die Stadt Basel wöchentlich dem besten Schützen das Tuch für ein Paar Hosen. Der Brauch der Hosengabe wird auch nach 1887 fortgesetzt.